# Murdo MacLeod
Murdo MacLeod (Glasgow, 24 settembre 1958) è un allenatore di calcio ed ex calciatore scozzese, di ruolo centrocampista.

## Palmarès

### Giocatore

#### Club
- Campionato scozzese: 4

Celtic: 1978-1979, 1980-1981, 1981-1982, 1985-1986
- Coppa di Scozia: 2

Celtic: 1979-1980, 1984-1985
- Coppa di Lega scozzese: 2

Celtic: 1982-1983
Hibernian: 1990-1991
- Coppa di Germania: 1

Borussia Dortmund: 1988-1989
- Supercoppa di Germania: 1

Borussia Dortmund: 1989